# Alexandr Voronin (ciclista)
Alexandr Voronin –en ruso, Александр Воронин– es un deportista soviético que compitió en ciclismo en la modalidad de pista. Ganó una medalla de plata en el Campeonato Mundial de Ciclismo en Pista de 1977, en la prueba de tándem.

## Medallero internacional
| Campeonato Mundial | Campeonato Mundial         | Campeonato Mundial | Campeonato Mundial |
| Año                | Lugar                      | Medalla            | Competición        |
| ------------------ | -------------------------- | ------------------ | ------------------ |
| 1977               | San Cristóbal ( Venezuela) | Medalla de plata   | Tándem (A)         |